# Georg-Graber-Medaille
Die Georg-Graber-Medaille ist eine Auszeichnung für Personen, die sich im Bereich der Kärntner Volkskultur und Volkskunde besonders verdient gemacht haben. Die Ehrenmedaille wird seit 1982 von der Kärntner Landsmannschaft im Gedenken an den Volkskundler Georg Graber vergeben.

## Träger der Georg-Graber-Medaille
- 1982 Gotbert Moro
- 1984 Oskar Moser
- 1984 Fidelius Dieser
- 1985 Leopold Kretzenbacher
- 1986 Helmut Prasch
- 1986 Richard Wolfram
- 1989 Franz Koschier
- 1990 Maria Hornung
- 1993 Elli Zenker-Starzacher
- 1993 Bertl Petrei
- 1996 Helmut Wulz
- 1996 Walter Deutsch
- 1996 Cölestin Spendel
- 1996 Walter Kraxner
- 1996 Ida Weiss
- 1996 Arnold Ronacher
- 2000 Günther Biermann
- 2004 Franz Müller
- 2005 Sepp Ortner († 13. November 2018)[1]
- 2007 Gernot Piccottini
- 2007 Alfred Ogris